# Jem Marsh
Jem Marsh né à Clifton en banlieue de Bristol le 15 avril 1930 et décédé le 2 mars 2015 est un ingénieur, fabricant d'automobiles et pilote automobile britannique. Il est célèbre pour avoir fondé avec Frank Costin la marque Marcos et en avoir été propriétaire de 1959 à 1971 puis de 1976 à 2000.

## Biographie
Jeremy George Weston Marsh naît à Clifton en banlieue de Bristol le 15 avril 1930. Il quitte l'école à l'âge de 16 ans pour s'engager dans la Royal Navy. Initialement passionné par la moto, c'est à la suite d'un accident à Malte en 1953 qu'il se tourne vers l'automobile : cette année-là, il achète une Austin 7 Special à laquelle il manque des pièces et la remet en état avec l'aide de son beau-père. Avec le véhicule, il participe à des courses au sein d'un groupe de passionnés, le 750 Motor Club, et, lorsqu'il quitte la Navy en 1955, il rejoint une troupe d'acrobates, la European Motor Rodeo pour réaliser des numéros avec son Austin. Il rejoint ensuite l'entreprise Dante Engineering puis Speedex en 1957 qui est spécialisée dans la vente de pièces automobiles. Parallèlement, il poursuit sa carrière de pilote et gagne notamment le Goodacre Trophy du 750 Motor Club.
Il rencontre alors Frank Costin avec qui il fonde l'entreprise Marcos dont le nom est issu de la fusion des premières lettres des noms Marsh et Costin. Ils développent ensemble leur premier modèle, la Xylon, surnommée le « vilain petit canard » (ugly duckling) en raison de sa forme particulière imposée par la taille de Marsh. Elle possède la particularité d'être vendue en kit et de posséder, comme toutes les Marcos commercialisées jusqu'en 1969, un châssis en bois à la fois léger et résistant. Plusieurs modèles suivront et certains seront un succès à la fois commercial et en compétition, comme la 1800 GT ou encore la Mini Marcos qui sera la seule voiture anglaise à passer la ligne d'arrivée lors des 24 Heures du Mans 1966. Mais à partir de la fin des années 1960, la marque connaît des difficultés financières obligeant finalement Marsh à vendre Marcos en 1971. Il reprend alors une activité de vendeur de pièces détachées avant de racheter la compagnie en 1976 qu'il relance par la vente d'anciens modèles en kit. La production reprend en 1981, et Marsh maintiendra l'entreprise à flot jusqu'en 2000 avant de la revendre en 2002. De 1971 jusqu'au début des années 1990, il participera régulièrement à des courses automobiles historiques, notamment à bord d'une Marcos GT ayant appartenu à Jackie Stewart.
Marsh décède le 2 mars 2015 à l'âge de 84 ans.